# 溫府千歲

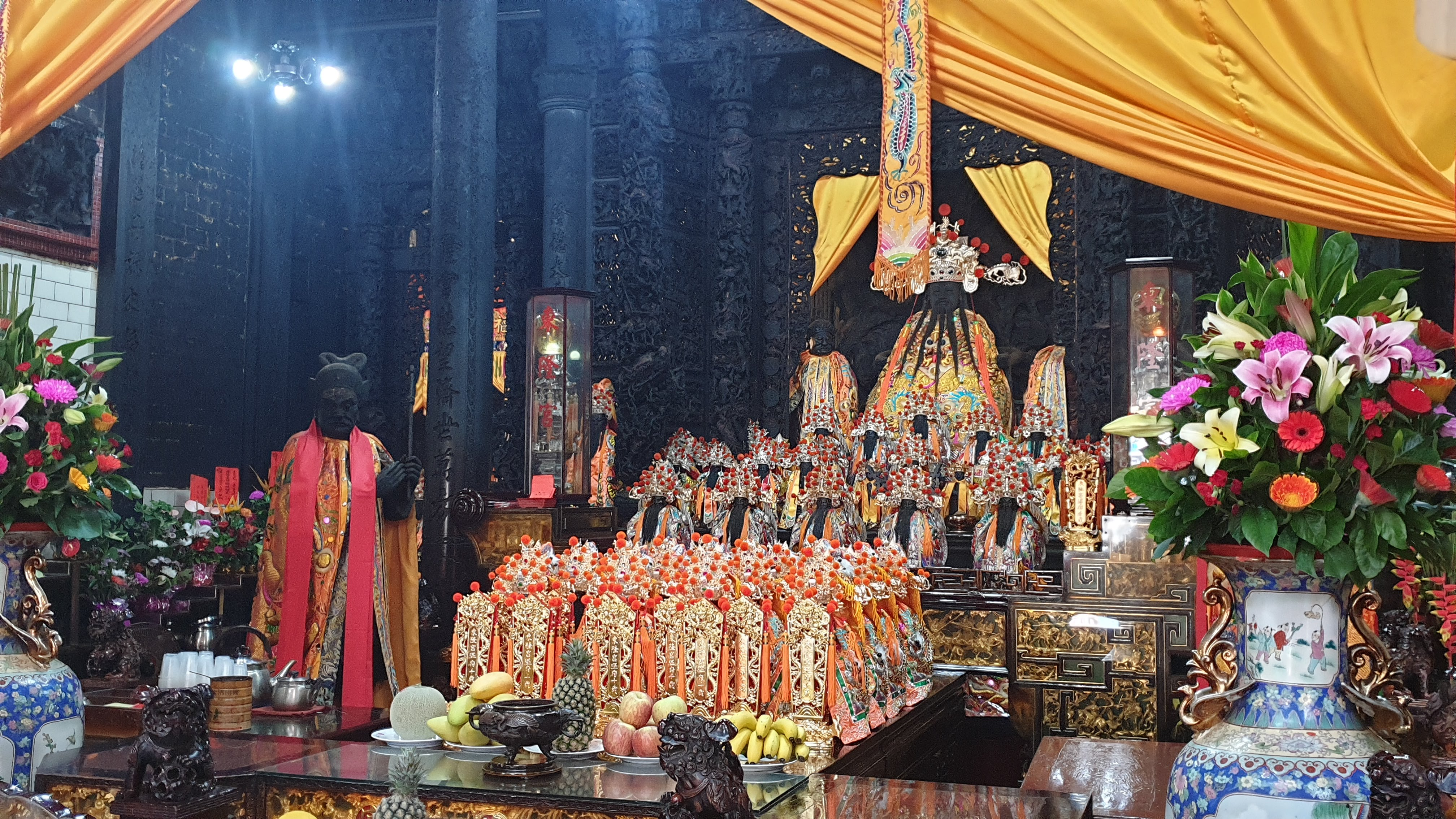
溫府千歲聖像

溫府千歲是東港鎮一帶最盛的王爺信仰神祇。據台灣屏東縣《東港鎮東隆宮起建沿革》，溫王爺姓溫、名鴻、字德修。生於隋大業五年（西元609年）。青州濟南郡人，為唐帝國功臣，溫王與結義兄弟三十六人最初救駕有功，後又因剿匪平亂等大功、獲朝廷嘉獎，深受太宗皇帝所倚重，奉聖旨巡行天下時遭遇海難，溫王與三十六進士同時罹難，朝廷為感念其為唐太宗社稷締造的功績，特追封其為代天巡狩、坐擁王船、護佑蒼生，且祭祀上具有「遊府吃府、遊縣吃縣」的特權。